# Johan Derksen
Johan Derksen, né le 31 janvier 1949 à Heteren aux Pays-Bas, est un footballeur néerlandais devenu journaliste sportif.
Journaliste controversé aux Pays-Bas, il est entre 1977 et 2015 journaliste sportif dans le journal Voetbal International. Il gagne en notoriété grâce à ses passages à la télévision néerlandaise dans les débats de Voetbal Inside sur la chaîne Veronica. Ses passages à la télévision lui ont valu une nomination pour le prix de la meilleure star télévisée de l'année en 2011.

## Biographie

### En club
Ayant évolué la majorité de sa carrière en Eerste Divisie, il dispute son unique saison en Eredivisie lors de la saison 1974/1975 sous le maillot du HFC Haarlem, disputant en total quinze matchs.

### Journalisme
Dès la fin de sa carrière footballistique, il se lance en tant que journaliste chez Noord-Ooster, Winschoter Courant et le Haarlems Dagblad. Il est à cette époque surnommé Guerrit Westers et Freek Zoontjes. Il intègre rapidement la rédaction du média Voetbal International le 1er février 1977. Ayant intégré le staff du FC Groningen dans les années 1980, il garde son activité de journaliste chez Voetbal International.
Ses apparitions à la télévision néerlandaise depuis 1999 sont controversées et font beaucoup parler d'elles aux Pays-Bas dans les médias. Régulièrement sur les plateaux de RTL Nederland, il anime l'émission Sport aan tafel avec Hugo Camps. Son nom devient connu lors de ses passages sur Voetbal Inside sur la chaîne de télévision Veronica. Il forme à partir de 2008 un trio avec Wilfred Genee et René van der Gijp. En 2011, il est nommé pour le prix Zilveren Televizier Ster de la meilleure personnalité télévisée de l'an 2011. Il remporte dans la même année la distinction.

#### Controverses
Dans les émissions de Voetbal International, Johan Derksen est animateur avec René van der Gijp et Wilfred Genee. L'émission parle du football et les sujets sont souvent élaborés, ce qui a souvent été la cause de nombreuses polémiques.
L'une des phrases les plus marquantes de Johan Derksen est : "Beaucoup de clubs sont partis en vrille parce qu'ils sont situés dans un quartier où réside une énorme communauté marocaine." Johan Derksen est souvent traité de raciste, mais reçoit le soutien de beaucoup de personnes autochtones aux Pays-Bas. Il s'est retrouvé confronté de nombreuses fois à des personnalités marocaines sur son propre plateau. Les passages de Farid Azarkan en 2016 et Dries Boussatta en 2020 ont nécessité une énorme polémique aux Pays-Bas. Etant contre le fait que des binationaux néerlando-marocains choisissent l'équipe du Maroc à la place de l'équipe des Pays-Bas, il fait régulièrement part de son mécontentement, provoquant en 2019 la réaction du footballeur international marocain Hakim Ziyech : "Ce mec raconte de la merde".
En 2020, il s'attire de nouveaux les foudres de plusieurs joueurs internationaux néerlandais dont Virgil van Dijk et Quincy Promes à la suite de propos anti-noirs,.
Le 26 avril 2022, Johan Derksen a raconté à la télévision néerlandaise "Vandaag Inside" avoir violé, lorsqu’il avait 22 ans, une jeune femme en lui enfonçant une bougie dans le vagin alors qu’elle était inconsciente. Une enquête a été ouverte par la justice néerlandaise après ces révélations.

#### Distinctions télévisées
- 2011: Gouden Televizier-Ring (Voetbal International)
- 2011: Zilveren Televizier-Ster (nomination)
- 2016: RTL Walk Of Fame (Voetbal Inside)

## Vie privée
Johan Derksen est marié et a une fille prénommée Marieke.